# Lappula duplicicarpa
Lappula duplicicarpa är en strävbladig växtart som beskrevs av Nikolai Vasilievich Pavlov. Lappula duplicicarpa ingår i släktet piggfrön, och familjen strävbladiga växter.

## Underarter
Arten delas in i följande underarter:
- L. d. brevispinula
- L. d. densihispida